# 세르게이 모자킨
세르게이 발레리예비치 모자킨(러시아어: Серге́й Вале́рьевич Мозя́кин, 1981년 3월 30일~)은 러시아의 전직 아이스하키 선수로 포지션은 레프트윙이다. 콘티넨탈 하키 리그(KHL)의 팀인 HC CSKA 모스크바와 HC 아틀란트 모스콥스카야 오블라스티, 메탈루르크 마그니토고르스크 소속으로 활동했다. 
러시아 아이스하키 국가대표팀의 일원으로 2018년 동계 올림픽에서 금메달을 획득했으며 세계 선수권 대회에서 금메달 2개, 은메달 2개, 동메달 2개를 획득했다.